# Phyllophaga brownella
Phyllophaga brownella är en skalbaggsart som beskrevs av Saylor 1942. Phyllophaga brownella ingår i släktet Phyllophaga och familjen Melolonthidae. Inga underarter finns listade i Catalogue of Life.